# De sammensvorne rider fra Finderup efter mordet på Erik Klipping Skt. Cæcilienat 1286
De sammensvorne rider fra Finderup efter mordet på Erik Klipping Skt. Cæcilienat 1286  er et maleri af Otto Bache fra  1882.
Maleriet blev bestilt af brygger J.C. Jacobsen til Det Nationalhistoriske Museum på Frederiksborg Slot, som skulle rumme en række malerier fra Danmarkshistorien. Otto Bache dramatiserede mordet på den danske konge ved at vise de sammensvorne, der standser på flugten over den jyske hede og ser tilbage på den brændende lade, gerningsstedet.  

## Motiv
De  sammensvorne standser, kigger  tilbage og en af dem (marsk Stig?) peger på den brændende Finderup Lade. Symboler i maleriet er 13 sorte fugle, der svæver over laden, og korset i højre side. Der er et hvidt lam og en død hest i venstre side af billedet.